# بورسلم

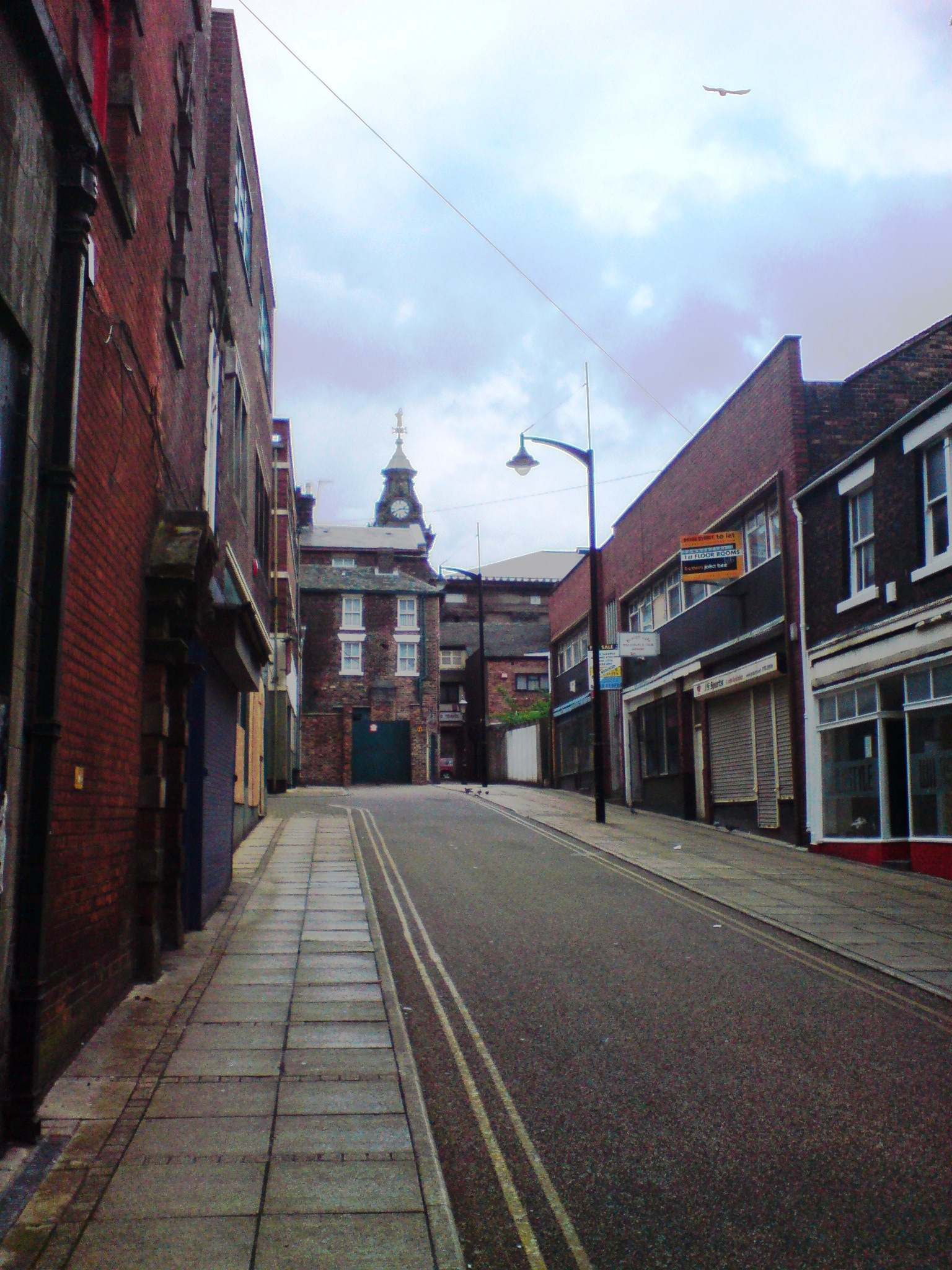
إحدى العمائر في بورسلم

بورسلم (بالإنجليزية: Burslem)، هي إحدى المدن البريطانية، عدد السكان 11314 نسمة، حسب إحصاء 2011.

## أعلام
- جيمس هاميلتون
- أنتوني بيتس
- ألبرت غرانت
- ليمي
- فرد بيتاني
- توم باديلي